# Бреббья
Бреббья (итал. Brebbia) — коммуна в Италии, располагается в провинции Варесе области Ломбардия.
Население составляет 3119 человек, плотность населения составляет 520 чел./км². Занимает площадь 6 км². Почтовый индекс — 21020. Телефонный код — 0332.
Покровителями коммуны почитаются святые апостолы Пётр и Павел, празднование 29 июня.